# Mint (quotidiano)
Mint è un quotidiano finanziario indiano pubblicato da HT Media, un gruppo con sede a Delhi controllato dalla famiglia K. K. Birla che pubblica anche Hindustan Times. Si rivolge principalmente a lettori che sono dirigenti aziendali e responsabili politici. È in circolazione dal 2007.
Dei cinque quotidiani economici pubblicati in India, Mint è salito al secondo posto subito dopo il suo lancio e da allora vi è rimasto (dietro a The Economic Times). Pubblica un'unica edizione nazionale che viene stampata e distribuita a Nuova Delhi, Mumbai, Bangalore, Hyderabad, Chennai, Calcutta, Pune, Ahmedabad e Chandigarh. A differenza della maggior parte dei principali quotidiani indiani, Mint non viene pubblicato la domenica. Offre invece ai suoi lettori Mint Lounge ogni sabato, una rivista incentrata sullo stile di vita, la moda, la gastronomia, i libri, la scienza e cultura.
La copertura editoriale di Mint e il suo stile di presentazione sono noti per la loro chiarezza e accessibilità, aspetti non comuni nel giornalismo economico indiano. Poco dopo il suo lancio e negli anni successivi, i concorrenti hanno continuato a imitare le innovazioni di Mint.
Nel 2014, Mint e il Journal hanno concluso la loro collaborazione editoriale di sette anni.